# 马羚亚科

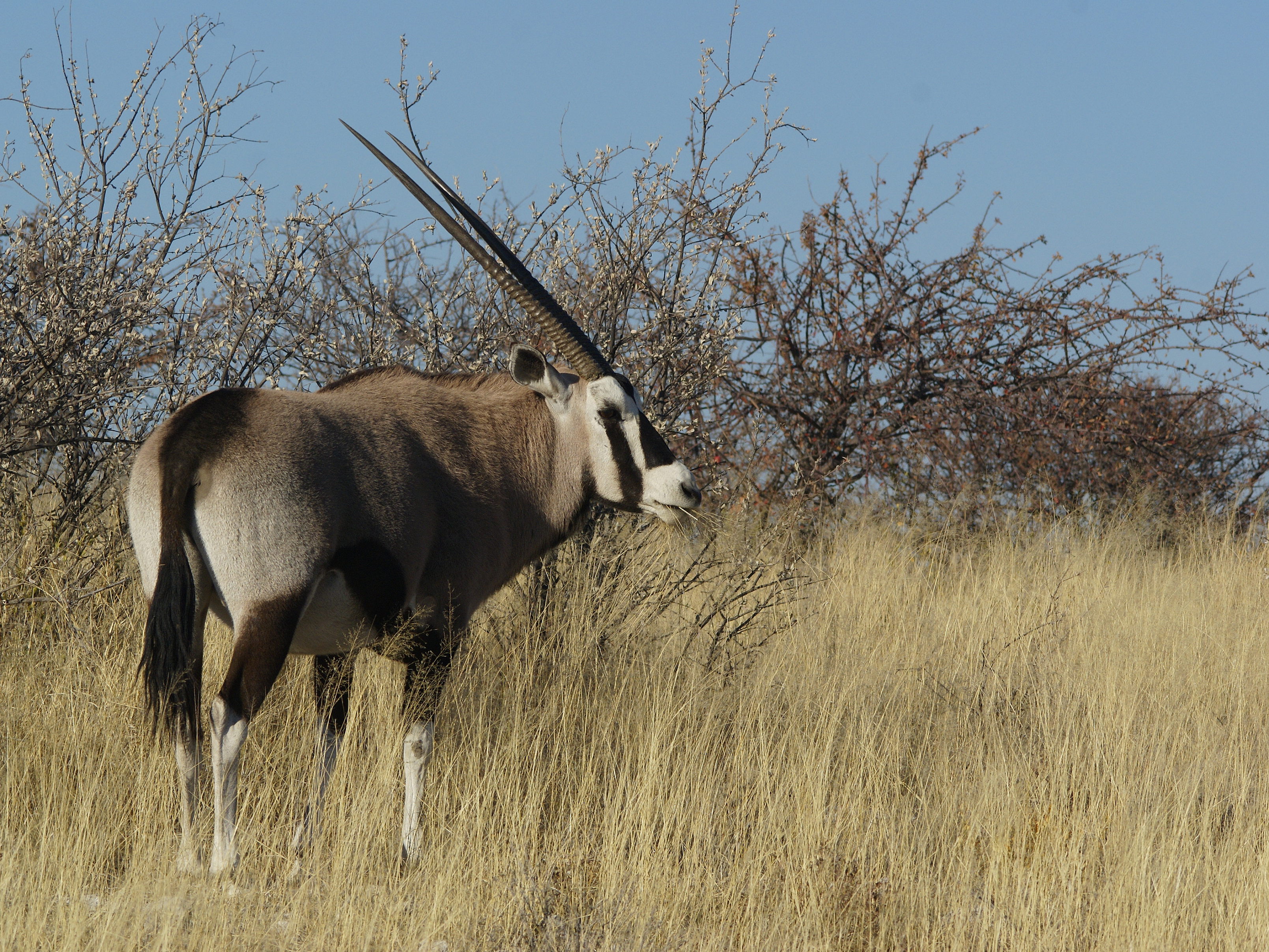
南非直角长角羚

马羚亚科（学名Hippotraginae）是牛科的一亚科，包括马羚属(Hippotragus)、长角羚属(剑羚属Oryx)和旋角羚属(Addax)。
马羚亚科共分为3属8种：
- 马羚属 Hippotragus
  - 马羚 H.equinus
  - 黑马羚 H.niger
  - 蓝马羚 H.leucophaeus （已灭绝）
- 长角羚属 (剑羚属) Oryx
  - 南非直角长角羚 (劍羚) O.gazella
  - 白长角羚 (白劍羚) O.dammah
  - 阿拉伯长角羚 (阿拉伯劍羚) O.leucoryx
  - 东非直角长角羚 (东非劍羚) O.beisa
- 旋角羚属 Addax
  - 旋角羚 A.nasomaculatus

## 参看
- 牛科